# Fernand René
Fernand René est un acteur français né le 16 avril 1881 à Rouen et mort le 3 décembre 1954 à Paris (7e arr.).

## Biographie
D'abord clown cycliste de cirque, il passe par le music-hall avant d'imposer son talent comique sur les planches des boulevards parisiens. Il a notamment joué en 1933 et 1939  le rôle-titre de la pièce Boudu sauvé des eaux de René Fauchois, popularisé par Michel Simon sur scène en 1925 puis à l'écran sous la direction de Jean Renoir dans le film homonyme (1932).
En 1947, il est choisi par Louis Jouvet pour être son Sganarelle dans le Dom Juan ou le Festin de Pierre de Molière que Jouvet interprète et met en scène au théâtre de l'Athénée.
Il meurt le 3 décembre 1954, alors qu'il joue Le Mari, la Femme et la Mort d'André Roussin (Lucien Raimbourg lui succède dans le rôle).
« Acteur très fin et très original, M. Fernand René sait allier un exquis naturel à la plus extrême bouffonnerie » écrit de lui Gustave Fréjaville dans Le Journal des débats.

## Théâtre
- 1933 : Boudu sauvé des eaux de René Fauchois, théâtre des Mathurins : Boudu
- 1934 : La Dame aux gants verts de René Fauchois,  mise en scène Pierre Juvenet : Goffard
- 1939 : Boudu sauvé des eaux de René Fauchois, théâtre de la Porte-Saint-Martin : Boudu
- 1940 : Ce coquin de soleil, opérette de Raymond Vincy, mise en scène René Pujol, théâtre des Célestins
- 1947 : Dom Juan ou le Festin de Pierre de Molière, mise en scène Louis Jouvet, théâtre de l'Athénée : Sganarelle
- 1952 : Le Joueur d'Ugo Betti, mise en scène André Barsacq, théâtre de l'Atelier : Pinci
- 1953 : Félix d'Henri Bernstein, mise en scène de l'auteur, théâtre des Célestins, tournée Herbert-Karsenty : Danger
- 1954 : Le Mari, la Femme et la Mort d'André Roussin, mise en scène Louis Ducreux, théâtre des Ambassadeurs puis théâtre des Célestins : Percier

## Filmographie
- 1929 : Mon prince chér], court métrage de Le Dunois
- 1931 : Jour de noces, moyen métrage  de Charles de Rochefort
- 1931 : Monsieur le maréchal de Carl Lamac : le capitaine Tardivot
- 1932 : Vive la classe, moyen métrage de Maurice Cammage : Pancrasson
- 1932 : Le Domestique mécanique, court métrage de Roger Capellani
- 1932 : Adhémar Lampiot de Christian-Jaque : Adhémar Lampiot
- 1933 : Tire-au-flanc de Henry Wulschleger
- 1933 : Une petite femme en or, court métrage d'André Pellenc
- 1933 : Un drôle de numéro, court métrage de Jean Gourguet
- 1933 : Trois Balles dans la peau de Roger Lion : Mignon
- 1934 : L'Affaire Coquelet de Jean Gourguet : Moulard
- 1935 : Un soir de bombe de Maurice Cammage
- 1936 : Ma tante Eulalie, court métrage de Max Lerel
- 1937 : Les Maris de ma femme de Maurice Cammage
- 1944 : Premier de cordée de Louis Daquin : un guide
- 1945 : La Fille aux yeux gris de Jean Faurez : le maire
- 1946 : Le Couple idéal de Bernard Roland : le président
- 1946 : Les Démons de l'aube d'Yves Allégret : le père Poilu
- 1946 : Patrie de Louis Daquin
- 1946 : Parade du rire de Roger Verdier
- 1947 : Voyage Surprise de Pierre Prévert : le curé
- 1947 : Quai des Orfèvres de Henri-Georges Clouzot : Mareuil, le directeur de l'Éden
- 1948 : Les amoureux sont seuls au monde de Henri Decoin : Michel Picart
- 1949 : Vire-vent de Jean Faurez
- 1949 : Le Parfum de la dame en noir de Louis Daquin : le clochard
- 1949 : Le Trésor de Cantenac de Sacha Guitry
- 1950 : Amour et Compagnie de Gilles Grangier : un membre du conseil d'administration
- 1950 : Dieu a besoin des hommes de Jean Delannoy : Yves Lannuzel
- 1951 : Juliette ou la Clé des songes de Marcel Carné : le facteur
- 1951 : Pas de vacances pour Monsieur le Maire de Maurice Labro : un créancier
- 1952 : Nous sommes tous des assassins d'André Cayatte : un infirmier
- 1952 : Ouvert contre X de Richard Pottier : le tailleur
- 1953 : Si Versailles m'était conté… de Sacha Guitry
- 1954 : Mam'zelle Nitouche d'Yves Allégret : le valet de chambre